# Championnat du Paraguay de football 1930
Navigation
Édition précédente Édition suivante
La 23e édition du championnat du Paraguay de football est remportée par le Club Libertad. C’est le quatrième titre de champion du club. Libertad l’emporte avec 1 point d’avance sur Club River Plate. La troisième place n’est pas connue.
À cause des play-offs de la Coupe du monde de football 1930 disputée pendant l’été 1930 en Uruguay, seule la deuxième partie de la saison est disputée, soit 13 matchs par équipes.
Comme souvent pour les saisons du championnat amateur, les résultats complets ne sont pas connus. On ne connait que les deux premières places du classement.
La deuxième division est remportée par l’équipe de Sastre Sport le club n’intègre pas pour autant la première division qui conserve les mêmes 14 équipes. Le club disparaîtra définitivement après la tourmente de la Guerre du Chaco.

## Les clubs de l'édition 1930
| \| Asuncion: · Olimpia · Nacional · Sol de América · Guaraní · Cerro Porteño · River Plate · Atlántida · General Caballero · C.A.L.T. · Presidente Alvear · Universo Asuncion Club Presidente Hayes Club Sportivo Luqueño \| Localisation des clubs engagés dans le championnat. |
| Asuncion: · Olimpia · Nacional · Sol de América · Guaraní · Cerro Porteño · River Plate · Atlántida · General Caballero · C.A.L.T. · Presidente Alvear · Universo Asuncion Club Presidente Hayes Club Sportivo Luqueño                                                           |

| Club                   | Stade | Capacité | Ville    |
| ---------------------- | ----- | -------- | -------- |
| Atlántida Sport Club   | -     | -        | Asuncion |
| C.A.L.T.               | -     | -        | Asuncion |
| Club Cerro Porteño     | -     | -        | Asuncion |
| Club Guaraní           | -     | -        | Asuncion |
| Club Libertad          | -     | -        | Asuncion |
| Club Nacional          | -     | -        | Asuncion |
| Club Olimpia           | -     | -        | Asuncion |
| General Caballero      | -     | -        | Asuncion |
| Club Presidente Hayes  | -     | -        | Tacumbu  |
| Club Presidente Alvear | -     | -        | Asuncion |
| Club River Plate       | -     | -        | Asuncion |
| Club Sol de América    | -     | -        | Asuncion |
| Sportivo Luqueño       | -     | -        | Luque    |
| Universo               | -     | -        | Asuncion |

## Compétition

### Classement
| Rang | Équipe                     | Pts | J  | G | N | P | Bp | Bc | Diff |
| ---- | -------------------------- | --- | -- | - | - | - | -- | -- | ---- |
| 1    | Club Libertad              | 22  | 13 | . | . | . | .  | .  | 0    |
| 2    | Club River Plate           | 21  | 13 | . | . | . | .  | .  | 0    |
| ?    | Sportivo Luqueño           | .   | 13 | . | . | . | .  | .  | 0    |
| ?    | Club Olimpia (T)           | .   | 13 | . | . | . | .  | .  | 0    |
| ?    | Club Guaraní               | .   | 13 | . | . | . | .  | .  | 0    |
| ?    | Club Nacional              | .   | 13 | . | . | . | .  | .  | 0    |
| ?    | Atlántida Sport Club       | .   | 13 | . | . | . | .  | .  | 0    |
| ?    | Club Sol de América        | .   | 13 | . | . | . | .  | .  | 0    |
| ?    | Club Cerro Porteño         | .   | 13 | . | . | . | .  | .  | 0    |
| ?    | General Caballero          | .   | 13 | . | . | . | .  | .  | 0    |
| ?    | Club Presidente Hayes (P)  | .   | 13 | . | . | . | .  | .  | 0    |
| ?    | C.A.L.T. (P)               | .   | 13 | . | . | . | .  | .  | 0    |
| ?    | Club Presidente Alvear (P) | .   | 13 | . | . | . | .  | .  | 0    |
| ?    | Universo (P)               | .   | 13 | . | . | . | .  | .  | 0    |

| Légende : Qualifications et relégations | Légende : Qualifications et relégations |
| --------------------------------------- | --------------------------------------- |
|                                         | Champion du Paraguay                    |
|                                         | Relégation en deuxième division         |
|                                         | (T) : Tenant du titre (P) : Promus      |

## Bilan de la saison
| Championnat du Paraguay de football 1930                             |                          |
| Champion                                                             | Club Libertad (4e titre) |
| Promotions et relégations                                            |                          |
| Promus en Primera División                                           | Aucun                    |
| Relégués en Championnat du Paraguay de football de deuxième division | Aucun                    |